# Studio Kai
Studio Kai (スタジオKAI, Kabushiki-gaisha Sutajio KAI) est un studio d'animation japonais.

## Histoire
Le studio est fondé en juin 2019 Asatsu-DK.